# Heliocidaris tuberculata
Espèce
Heliocidaris tuberculata est une espèce d'oursins réguliers de la famille des Echinometridae.

## Description
Ce sont des oursins réguliers de forme canonique : test (coquille) plus ou moins sphérique, radioles (piquants) fines, pointues et de longueur moyenne, symétrie pentaradiaire reliant la bouche située au centre de la face orale (inférieure) à l'anus situé à l'apex aboral (pôle supérieur).
Cet oursin a un test légèrement ovoïde, rosé à violacé, sur lequel se détachent des radioles fauves, pouvant être brunes, orangées, rouges, ou violettes, avec la base parfois cerclée de crème. Le test mesure entre 5 et 10 cm, et les radioles ne dépassent pas 3 cm.
Cet oursin vit souvent en symbiose avec la crevette Athanas dorsalis.

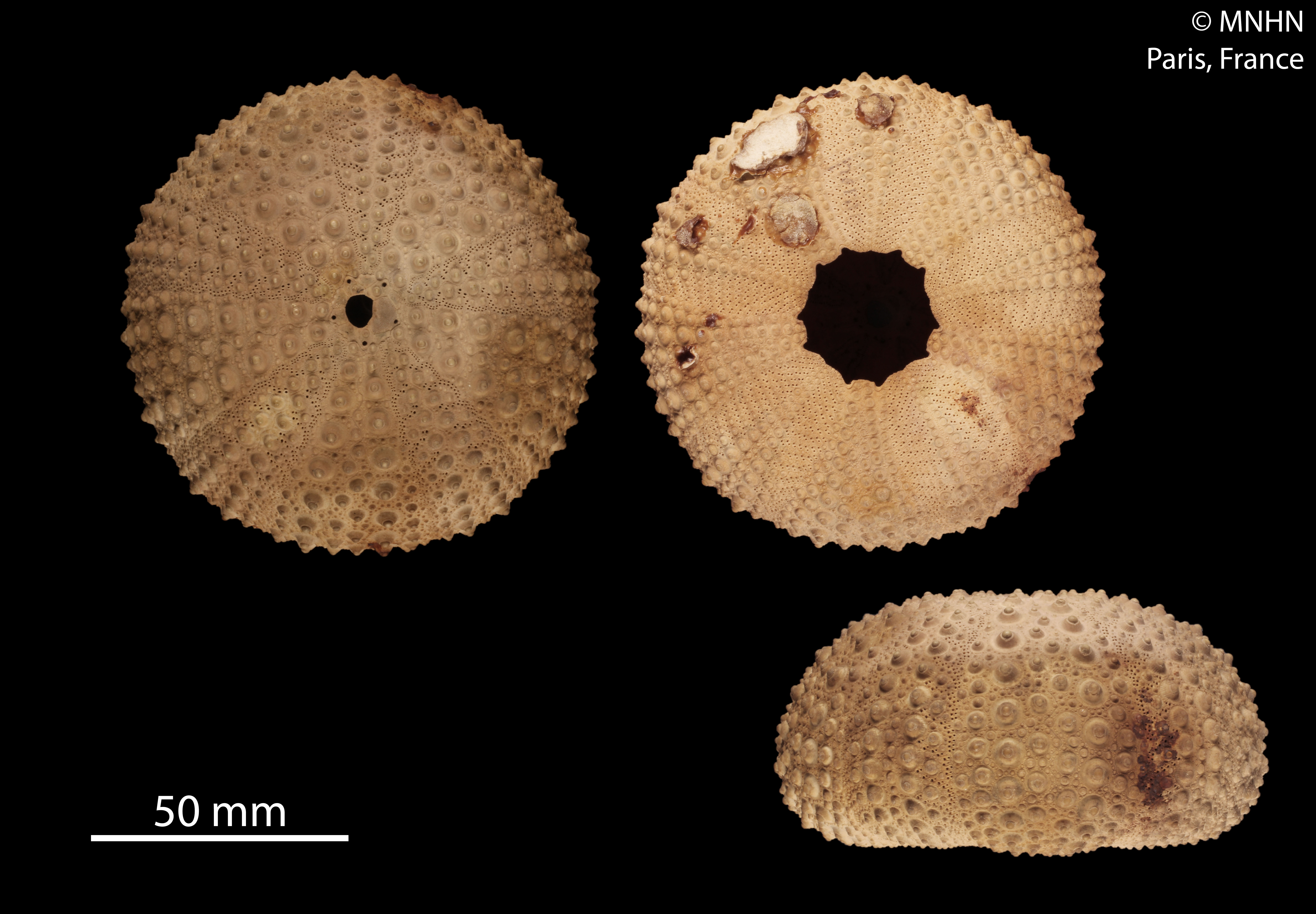
Test dHeliocidaris tuberculata (MNHN)

## Habitat et répartition
Ces oursins se trouvent sur les côtes de l'Australie du Sud-est et de la Nouvelle-Zélande, jusqu'à Pitcairn.

## Heliocidaris tuberculataet l'Homme
Cet oursin est comestible, et consommé en Australie.